# Campeonato Europeu de Futebol de 2020 – Grupo A
O grupo A do Campeonato Europeu de Futebol de 2020, décima sexta edição desta competição organizada quadrienalmente pela União das Federações Europeias de Futebol (UEFA), reunirá as seleções da Turquia, Itália, País de Gales e Suíça. Os componentes deste grupo foram definidos por sorteio realizado em 30 de novembro de 2019 no Romexpo, Bucareste.

## Equipes
Em negrito estão as edições em que a seleção foi campeã em itálico estão as edições em que a seleção foi anfitriã.
| #  | País          | Método de qualificação | Data de qualificação   | Participações                                             |
| -- | ------------- | ---------------------- | ---------------------- | --------------------------------------------------------- |
| A1 | Turquia       | Grupo H (vice-campeã)  | 14 de novembro de 2019 | 04 (1996, 2000, 2008, 2016)                               |
| A2 | Itália        | Grupo J (campeã)       | 12 de outubro de 2019  | 09 (1968, 1980, 1988, 1996, 2000, 2004, 2008, 2012, 2016) |
| A3 | País de Gales | Grupo E (vice-campeã)  | 19 de novembro de 2019 | 01 (2016)                                                 |
| A4 | Suíça         | Grupo D (campeã)       | 18 de novembro de 2019 | 04 (1996, 2004, 2008, 2016)                               |

## Estádios
Os jogos do grupo A serão disputados nos estádios localizados nas cidades de Roma e Baku.
| Estádio Olímpico   | Estádio Olímpico   |
| Capacidade: 72.698 | Capacidade: 68.700 |
|                    |                    |
| A1, A4, A6         | A2, A3, A5         |

## Classificação
| Pos | Equipe        | Pts | J | V | E | D | GP | GC | SG | Classificado          |
| --- | ------------- | --- | - | - | - | - | -- | -- | -- | --------------------- |
| 1   | Itália (H)    | 9   | 3 | 3 | 0 | 0 | 7  | 0  | +7 | Equipes classificadas |
| 2   | País de Gales | 4   | 3 | 1 | 1 | 1 | 3  | 2  | +1 | Equipes classificadas |
| 3   | Suíça         | 4   | 3 | 1 | 1 | 1 | 4  | 5  | −1 | Equipes classificadas |
| 4   | Turquia       | 0   | 3 | 0 | 0 | 3 | 1  | 8  | −7 | Eliminado             |

1. 1 2  Empatado no confronto direto (País de Gales 1–1 Suíça). O saldo geral de gols foi usado como critério de desempate.

## Jogos

### Primeira rodada

#### Turquia vs Itália
| 11 de junho de 2021 | Turquia | 0 – 3     | Itália                                          | Estádio Olímpico, Roma                      |
| 21:00 (UTC+2)       |         | Relatório | Demiral 53' (g.c.) · Immobile 66' · Insigne 79' | Público: 12 916 Árbitro: NED Danny Makkelie |

#### País de Gales vs Suíça
| 12 de junho de 2021 | País de Gales | 1 – 1     | Suíça      | Estádio Olímpico, Baku                     |
| 17:00 (UTC+4)       | Moore 74'     | Relatório | Embolo 49' | Público: 8 782 Árbitro: FRA Clément Turpin |

### Segunda rodada

#### Turquia vs País de Gales
| 16 de junho de 2021 | Turquia | 0 – 2     | País de Gales              | Estádio Olímpico, Baku                         |
| 20:00 (UTC+4)       |         | Relatório | Ramsey 42' · Roberts 90+5' | Público: 19 762 Árbitro: POR Artur Soares Dias |

#### Itália vs Suíça
| 16 de junho de 2021 | Itália                            | 3 – 0     | Suíça | Estádio Olímpico, Roma                      |
| 21:00 (UTC+2)       | Locatelli 26', 52' · Immobile 89' | Relatório |       | Público: 12 445 Árbitro: RUS Sergei Karasev |

### Terceira rodada

#### Suíça vs Turquia
| 20 de junho de 2021 | Suíça                           | 3 – 1     | Turquia     | Estádio Olímpico, Baku     |
| 20:00 (UTC+4)       | Seferović 6' · Shaqiri 26', 68' | Relatório | Kahveci 62' | Árbitro: SVN Slavko Vinčić |

#### Itália vs País de Gales
| 20 de junho de 2021 | Itália      | 1 – 0     | País de Gales | Estádio Olímpico, Roma      |
| 18:00 (UTC+2)       | Pessina 39' | Relatório |               | Árbitro: ROU Ovidiu Hațegan |